# Mod (videogiochi)

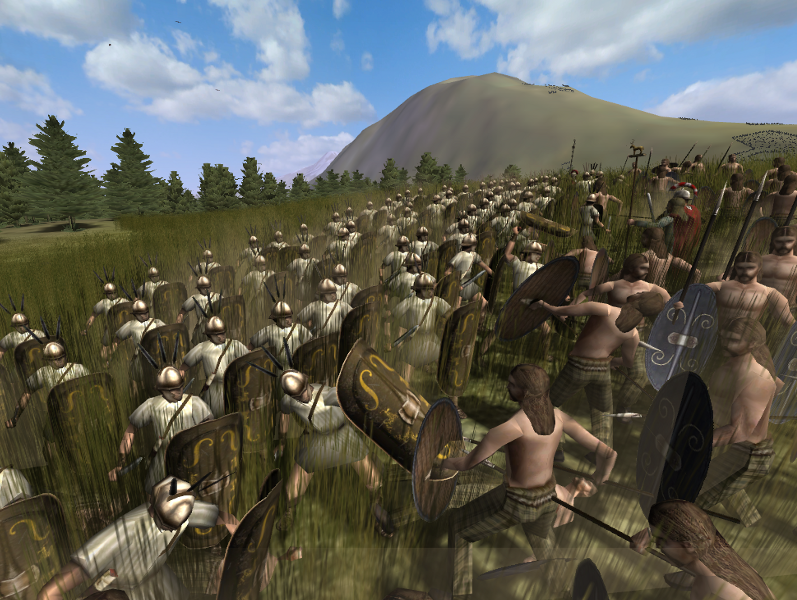
Europa Barbarorum, una mod amatoriale di Rome: Total War che arrivò a essere recensita dalla stampa professionale

Una mod (abbreviazione dell'inglese modification, modifica; in italiano usata sia al maschile sia al femminile) è un insieme di modifiche estetiche e funzionali a un videogioco, create da professionisti oppure da giocatori appassionati, allo scopo di aggiornare, migliorare o semplicemente rendere diverso il gioco manipolando le statistiche.
Una total conversion è invece un particolare tipo di mod che modifica il gioco in diversi suoi aspetti, cambiandone potenzialmente anche la giocabilità.

## Caratteristiche
A differenza del ROM hacking, le mod sono generalmente create tramite strumenti forniti dal produttore stesso del gioco. Gli appassionati del modding di un certo videogioco vanno spesso a formare una comunità.
Molti videogiochi permettono l'aggiunta di nuove mappe (livelli di gioco) e personaggi. È possibile creare mod anche solo per raggruppare insieme più mappe e personaggi aggiuntivi, ma solitamente contengono anche modifiche alle caratteristiche del gioco (regole di gioco, fisica, visuale della "telecamera", aggiunta di nuove armi...) ottenute inserendo nuovo codice sorgente, scritto nel giusto linguaggio di programmazione, o nuovi file grafici e sonori. Esistono appositi programmi (tool) che permettono di modificare i modelli 3D che compongono i mondi virtuali dei giochi. Unendo fantasia, creatività, abilità di programmazione e molto tempo, è possibile creare modifiche molto profonde, che possono anche stravolgere completamente il gioco originale, aumentandone di molto la longevità.

## Total conversion
Una total conversion è una modifica di un gioco esistente che sostituisce virtualmente tutti gli elementi artistici del gioco originale, e talvolta anche alcuni o tutti gli aspetti di base del gameplay. Essa può dare origine ad un gioco dal genere completamente diverso rispetto all'originale. Quando invece le caratteristiche del gioco originale sono mantenute, ma vengono aggiunti nuovi elementi (ad esempio opzioni) si parla di "espansione" (detta in inglese expansion pack). In alcuni giochi esiste la possibilità di selezionare singole modifiche alle regole (ad esempio in Unreal Tournament, dove sono dette "mutatori"), e sommarle insieme a piacimento (ad esempio, nel suddetto gioco si può combinare "bassa gravità" con "solo fucili da cecchino" e "bullet time").
A volte queste espansioni sono distribuite a pagamento dagli stessi sviluppatori del gioco originale (come Team Arena per Quake 3), ma nella maggior parte dei casi si tratta di creazioni più o meno amatoriali, create da persone comuni (o, solitamente, gruppi di persone) e distribuite gratuitamente. Un segno tangibile dei successo dei mod è il loro riconoscimento ufficiale. Una cosa del genere è accaduta nella community di Sid Meier's Civilization, in occasione dell'uscita dell'espansione Beyond the Sword del quarto episodio. In quella circostanza, due mod già esistenti e disponibili da diversi mesi, Rhye's and Fall of Civilization e Fall from Heaven sono diventati a tutti gli effetti ufficiali, venendo inclusi nell'espansione (il secondo dei due menzionati tramite uno spin-off chiamato Age of Ice). Già l'antenato degli sparatutto in prima persona Wolfenstein 3D (un gioco del 1992) ha subito le prime modificazioni amatoriali.

## Mod celebri
Alcune mod hanno acquisito importanza come opere a sé stanti:
- Castle Smurfenstein del 1983 per Castle Wolfenstein, prima mod conosciuta[11]
- Team Fortress per Quake, mod multigiocatore con 2 seguiti;[12]
- Action Quake 2 per Quake II, dedicato alla modalità multigiocatore;
- Urban Terror per Quake III Arena. La software house id Software ha pubblicato anche un mod ufficiale, a pagamento, chiamato Team Arena;
- Counter-Strike, mod multigiocatore di Half-Life, diventato commerciale;[13]
- Garry's Mod, una sandbox, sempre per Half-Life 2, inizialmente distribuita gratis da Garry Newman (da cui prende il nome), è diventata commerciale;
- Age of Empires II: The Forgotten, espansione di Age of Empires II: The Age of Kings derivata da un mod.
- Defense of the Ancients (DOTA), nuova modalità di gioco sviluppata a partire da Warcraft 3, che ha generato il genere MOBA.